# Det Kongelige Danske Videnskabernes Selskab

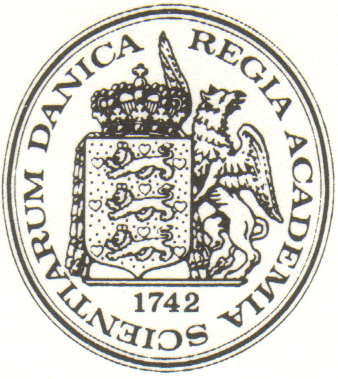
Videnskabernes Selskabs vapensköld.

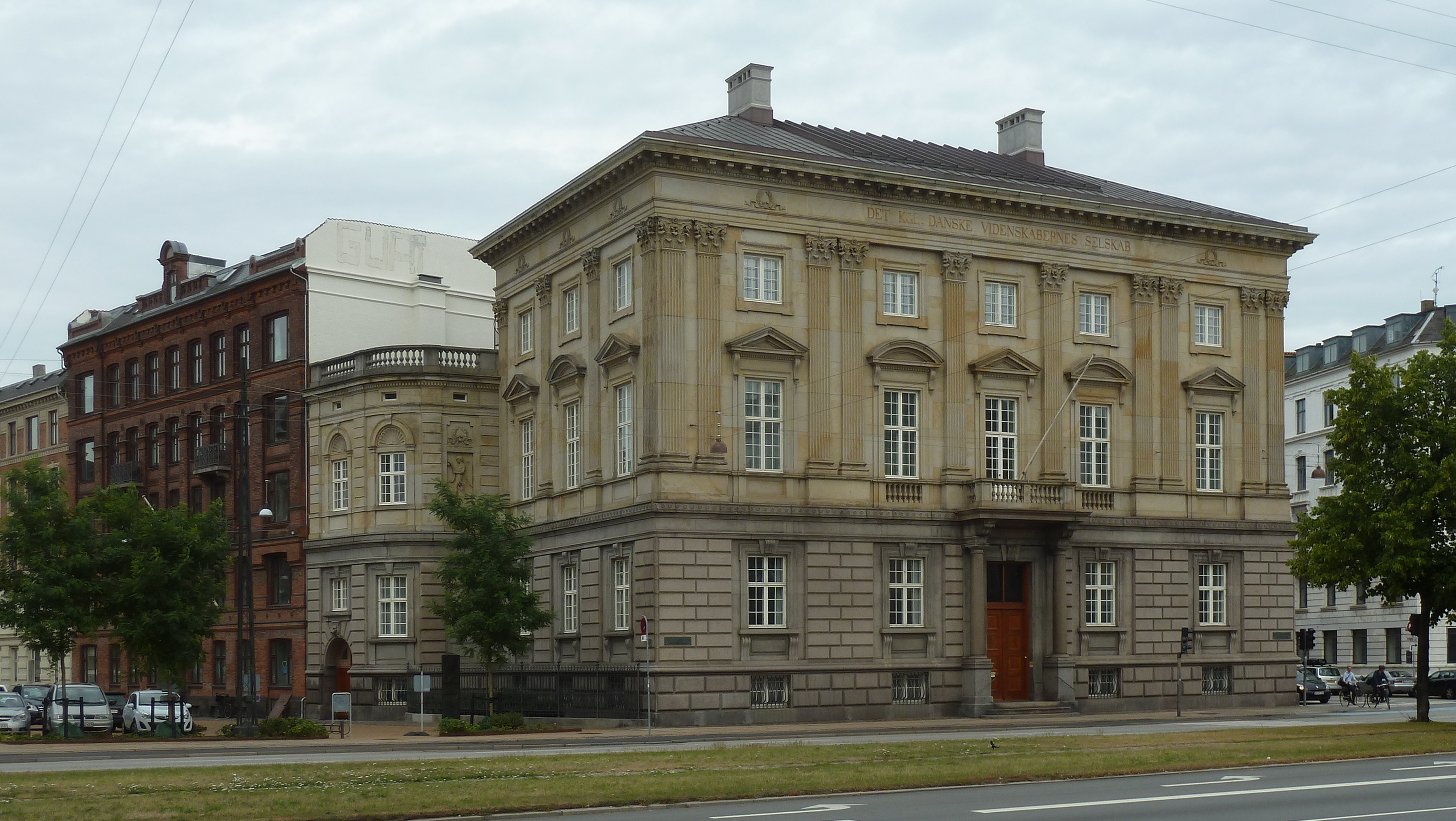
Byggnaden som delas av Videnskabernes Selskab och Carlsbergfonden, på adressen H.C. Andersens Boulevard 35 i Köpenhamn.

Det Kongelige Danske Videnskabernes Selskab (Regia Academia Scientiarum Danica), i dagligt tal Videnskabernes Selskab är en dansk kunglig akademi. Den grundades den 13 november 1742 av länsgreven och geheimekonferensrådet Johan Ludvig Holstein, justitierådet och kungl. historiografen, professor Hans Gram, professorn i teologi Erik Pontoppidan och sekreteraren i Danske Kancelli Henrik Henrichsen (senare adlad Hielmstierne). Det ursprungliga syftet var att främja vetenskap och teknologi. Den 11 januari 1743 fick akademien genom Kristian VI sitt kungliga beskydd och dess syfte beskrevs då som att utforska Danmarks och Norges historia, geografi och språk. Därefter har det vetenskapliga verksamhetsområdet ytterligare breddats, så att det i dag gäller naturvetenskap och humaniora.
Videnskabernes Selskab är indelat i två klasser, den humanistiska (ursprungligen historisk-filosofiska) och den naturvetenskapliga (ursprungligen den naturvetenskaplig-matematiska) klassen. Huvudvikten i arbetet är inriktat mot grundforskning.
När Carlsbergfonden instiftades 1876 med syfte att främja vetenskapen bestämde donator J.C. Jacobsen att 51 % av aktiekapitalet i A/S Carlsberg Bryggerierne skall ägas av denna fond. Fondens direktion består av fem vetenskapsmän, valda av och inom de inländska medlemmarna av Videnskabernes Selskab. Direktionen beslutar om utdelningar ur fonden och sitter också i styrelserna för dess anknutna stiftelser, fonder och museer (till exempel Niels Bohr-legatet och Nationalhistoriska museet på Frederiksborg). 
Sedan 1745 har Videnskabernes Selskab utgivit en rad skrifter kopplade till syftet. 1763–1843 upprättade man de första topografiska kartorna (1:20.000 och 1:200.000) över Danmark och dess hertigdömen. Ett annat utgivningsprojekt var Dansk Ordbok, som 1793–1905 utgavs i åtta band.
Videnskabernes Selskab har ca 250 danska och 250 utländska ledamöter. Bland de danska ledamöterna tillhör ca 1/3 den humanistiska och 2/3 naturvetenskapliga klassen. Man äger en stor fastighet med ett omfattande bibliotek vid Dantes plats mitt i Köpenhamn, där sammanträdena äger rum varannan torsdag.